# Entosthodon pertenella
Entosthodon pertenella là một loài Rêu trong họ Funariaceae. Loài này được (Broth.) Kis mô tả khoa học đầu tiên năm 1984.